# Impératrice Sessi
Impératrice Sessi (1784 in Rom – 1808 in Florenz) war eine italienische Opernsängerin (Sopran).

## Leben
Marianne Sessi war eine von fünf Töchtern des Sängers Giovanni Sessi. Mit 10 Jahren kam sie mit ihrem Vater, der sie auch ausbildete, nach Wien und debütierte dort 1804 mit großem Erfolg. Gleich danach wurde sie bei ihrem Gastspiel während der Karnevalsaison 1804 in Venedig frenetisch gefeiert.
1805 heiratete sie einen Bruder ihres Schwagers Natorp, ein k.k. Major, nannte sich aber nicht Sessi-Natorp, weil sie nicht mit ihrer Schwester Marianne Sessi verwechselt werden wollte. Sie wurde aber, zur Unterscheidung von ihren Schwestern, „La grande Sessi“ genannt. 
1806 sang sie am Teatro alla Scala in der Uraufführung der Oper Adelasia ed Aleramo von Giovanni Simone Mayr.
In Italien wurde Sessi ihrer Schönheit wegen „wahrhaft gotteslästerlich gefeiert“, erreichte aber nur ein Alter von 24 Jahren und starb an der Schwindsucht. Sie galt als die beste Sängerin der fünf Schwestern Sessi.
Auch ihre Tochter Eugenie Sessi trat als Sängerin auf.